# Ред реакције
Ред хемијске реакције представља збир експонената над концентрацијама у изразу за брзину реакције.
Ред реакције је параметар који се за дати кинетички систем експериментално одређује из израза за брзину процеса.
Уколико је брзина дата емпиријском једначином:
{\displaystyle v=k[A]^{l}[B]^{m}\,,}
ред реакције се дефинише збиром експонената {\displaystyle n=l+m}.
Ред реакције одређен из емпиријске кинетичке једначине може имати вредности 0, 1/2, 1, 3/2, 2 итд.
И поред чињенице да се већина хемијских реакција одвија по сложеном механизму, може се навести велики број примера реакција нултог, првог и другог реда.

### Реакција нултог реда
Брзина реакције нултог реда је независна од концентрације реактаната. Повећање концентрације реагујућих врста неће довести до пораста брзине реакције. Закон брзине реакција нултог реда дат је изразом:
{\displaystyle \ v=k}
где је {\displaystyle \ v} - брзина реакције а {\displaystyle \ k} - константа брзине (чије су димензије концентрација/време).
Брзина се код овог типа реакција не мења са временом, константна је, за разлику од свих осталих типова реакција код којих брзина реаговања неког реактанта опада у току реакције.
Ако израз за брзину напишемо у облику: 
{\displaystyle -{\frac {d[A]}{dt}}=k}
па ову једначину интегралимо,уз граничне услове да је у моменту {\displaystyle t=0} ,{\displaystyle A=A_{0}} добиће се израз:
{\displaystyle \ [A]=[A]_{0}-kt}
Одавде се види да концентрација опада линеарно са временом. Константа брзине се одређује са графика зависности {\displaystyle \ [A]=f(t)}. Из нагиба ове праве одређује се вредност константе брзине.
Реакције нултог реда су фотохемијске реакције и каталитичке реакције под одређеним условима.

### Реакција првог реда
Реакција ће бити првог реда ако се брзина реакције може изразити једначином:
{\displaystyle v=k[A]}
Реакција је првог реда у односу на реактант А а нултог реда у односу на све остале реактанте. Може одговарати различитим стехиометријским односима у реакционом систему A=Z; A=2Z; 2A=Z; A+B=Z; 2A+B=Z.
Уколико се израз за брзину реакције: 
{\displaystyle -{\frac {d[A]}{dt}}=k[A]}
преуреди
{\displaystyle {\frac {d\left[A\right]}{\left[A\right]}}=-\mathrm {k} dt}
и интеграли, уз граничне услове да је концентрација реактанта на почетку реакције {\displaystyle t=0} , {\displaystyle [A_{0}]} а у моменту {\displaystyle t=t}, {\displaystyle [A]}
{\displaystyle \int _{\left[A\right]_{0}}^{\left[A\right]}{\frac {d\left[A\right]}{\left[A\right]}}=-\mathrm {k} \int _{0}^{t}dt}
добија се израз који описује промену концентрације А са временом
{\displaystyle \left[A\right]=\left[A\right]_{0}e^{-\mathrm {k} t}}
У случају реакције првог реда концентрација реактанта А експоненцијално опада са временом, што је описано горњом једначином.
Ако логаритмујемо овај израз добићемо линеарну зависност концентрације са временом.
{\displaystyle \ \ln {[A]}-\ln {[A]_{0}}=-kt}
Из графика зависности логаритма концентрације од времена може се одредити константа брзине реакције (нагиб праве -к).

## Реакција другог реда
Реакције другог реда су оне у којима је брзина пропорционална производу концентрације два иста или различита реактанта.
Први случај се догађа ако се два молекула једног реактанта трансформишу у продукт, по стехиометријској једначини:
{\displaystyle 2A\to C}
а други ако долази до реакције:
{\displaystyle A+B\to C}
у којој су почетне концентрације реактаната исте.
У оба случаја израз за брзину реакције се пише у облику: 
{\displaystyle -{\frac {d[A]}{dt}}=k[A]^{2}}
Када се мало преуреди ова једначина,
{\displaystyle {\frac {d\left[A\right]}{\left[A\right]^{2}}}=-\mathrm {k} dt}
и интеграли, уз услове да је концентрација реактанта на почетку реакције {\displaystyle t=0} ,{\displaystyle [A_{0}]} а у моменту {\displaystyle t=t}, {\displaystyle [A]}
{\displaystyle \int _{\left[A\right]_{0}}^{\left[A\right]}{\frac {d\left[A\right]}{\left[A\right]^{2}}}=-\mathrm {k} \int _{0}^{t}dt}
решење интеграла ће бити: 
{\displaystyle {\frac {1}{\left[A\right]}}-{\frac {1}{\left[A\right]_{0}}}=\mathrm {k} t}
Ако се {\displaystyle {\frac {1}{\left[A\right]}}} прикаже у функцији од времена, добиће се права са нагобом {\displaystyle k}(константа брзине) и одсечком {\displaystyle {\frac {1}{\left[A\right]_{0}}}}.
Ако почетне концентрације реактаната A и B нису једнаке, интегрална једначина која се добија у том случају је:
{\displaystyle \ln({\frac {[A][B_{0}]}{[A_{0}][B]}})=([B_{0}]-[A_{0}])kt}

## Реакција n-тог реда
Реакција н-тог реда се дефинише као она реакција у којој је брзина пропорционална н-том степену концентрације реактаната, нпр. реактанта А подигнутог на н-ти степен, или производу концентрација н реактаната ако су њихове почетне концентрације међусобно једнаке.
{\displaystyle \mathrm {v} =\mathrm {k} \left[A\right]^{N}}
или
{\displaystyle -{\frac {d\left[A\right]}{dt}}=\mathrm {k} \left[A\right]^{N}}
преуређено, раздвојене променљиве
{\displaystyle {\frac {d\left[A\right]}{\left[A\right]^{N}}}=-\mathrm {k} dt}
интеграција
{\displaystyle \int _{\left[A\right]_{0}}^{\left[A\right]}{\frac {d\left[A\right]}{\left[A\right]^{N}}}=-\mathrm {k} \int _{0}^{t}dt}
општа интегрална једначина
{\displaystyle \left({\frac {1}{N-1}}\right)\left({\frac {1}{\left[A\right]^{N-1}}}-{\frac {1}{\left[A\right]_{0}^{N-1}}}\right)=\mathrm {k} t}